# Marc-Antoine Bourdon de Vatry
Pour les articles homonymes, voir Bourdon de Vatry, Bourdon et Vatry.
Marc-Antoine Bourdon de Vatry, né le 24 novembre 1761 à Saint-Maur-des-Fossés et mort le 22 avril 1828 à Paris, frère de Léonard Bourdon.

## Biographie
Fils de Louis-Joseph Bourdon des Planches et de Thérèse Jolly, son père le fait entrer, en 1778, comme surnuméraire dans les bureaux du ministère de la marine à Brest. À dix-neuf ans, il devient secrétaire général du corps expéditionnaire de Jean-Baptiste Donatien de Vimeur de Rochambeau transporté aux États-Unis (1781-1783) à bord du navire le Ville de Paris, de l’escadre de l’amiral Charles Henri d'Estaing.
De retour en France, il est d'abord employé entre 1783 et 1784 à Lorient, à la rédaction des comptes de l'armée et par la suite au conseil de guerre.
Il passe l'année 1785 à voyager en Europe, en Angleterre et dans le Nord.
De 1786 à 1791, il est employé au contrôle général dans diverses administrations, notamment la régie générale et aux eaux et forêts. Il rédige alors une brochure distribuée à l’assemblée constituante sous le titre : Vérités importantes sur le danger d’aliéner les forêts.
Le 19 mars 1789, il épouse à Nancy, Jeanne Sebastienne Mathieu (1769-1902) avec qui il aura deux fils : Amédée (1790-1831) et Alphée (1793-1831).
En 1792, il est nommé directeur en chef de l’administration générale des colonies au ministère de la Marine, poste qu’il conserve jusqu’en l’ an V. Il occupe ensuite les fonctions d’agent maritime à Anvers, où il est responsable de tout le trafic portuaire. Son action lui vaut d’être appelé le 18 juin 1799 par le Directoire exécutif au Ministère de la Marine en remplacement du contre-amiral Eustache Bruix. Ministre de la Marine le 11 messidor an VII, il prépare, conjointement à Jean-Baptiste Bernadotte, éphémère ministre de la Guerre, un plan d’invasion de l’Angleterre, compromis par le retour de Bonaparte en août et le coup d'État du 18 Brumaire. Sous le Consulat, il conserve son portefeuille, jusqu’à ce que sa volonté d’épargner ses forces navales l’oppose au Premier consul, qui a décidé de fréter sur l’heure deux vaisseaux de 74 canons pour reconquérir Malte, prise par les Anglais le 5 septembre 1800.
Contraint d’abandonner son ministère, Bourdon obtient un poste de chef de l’administration du port de Lorient, avant que le nouveau ministre de la Marine, Pierre-Alexandre-Laurent Forfait, lui propose celui de préfet maritime du Havre, où il est nommé le 5 vendémiaire an X. Cette ville lui a élevé une statue en mémoire des travaux qu’il avait fait exécuter dans ce port.
Nommé contre son gré préfet de Vaucluse le 30 fructidor an X, il s’installe à Avignon le 20 brumaire an XI. Le 6 thermidor an XIII, il remplace Hugues Nardon comme préfet de Maine-et-Loire et s’installe à Angers le 14 fructidor. Le 11 février 1809, il passe à la préfecture de Gênes, qu’il occupe jusqu’au 25 mars 1814.
Pendant la Première Restauration, Louis XVIII le nomme, le 12 juillet 1814, directeur du personnel de la marine puis, le 21 juillet, intendant des armées navales. Durant les Cent-Jours, il est commissaire extraordinaire dans la septième division militaire (20 avril 1815) puis préfet de l'Isère (4 mai), où il s’installe le 13 mai.
Toutefois, sous la Seconde Restauration, il est rayé définitivement de sa charge administrative le 14 juillet et admis à une retraite pensionnée de 6 000 francs le 10 août. Rentré à Paris, il y meurt le 22 avril 1828, à l’âge de 67 ans.
La correspondance et les rapports des ministres de la Marine et des Colonies (dont Bourdon de Vatry, 1799) au Secrétaire d’État sous Napoléon Ier sont conservées aux Archives nationales (France).